# Patrick Ruthven

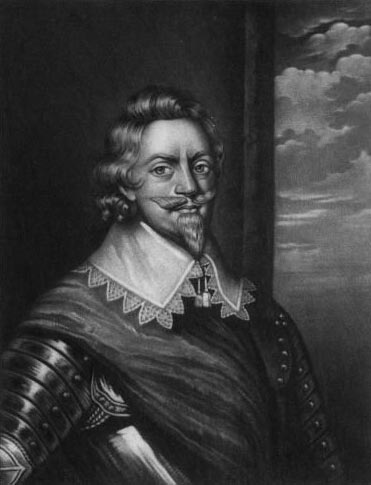
Patrick Ruthven

Patrik Ruthven. Tempera på duk målat av Georg Günther Kraill von Bemeberg

Patrick Ruthven, lord av Ettrick, earl av Forth och earl av Brentford, född omkring 1586, död 2 februari 1651 i Dundee, Skottland, var fältmarskalk och skotsk militär i svensk tjänst 1609-37. Hans föräldrar var William Ruthven och Katherine Stewart.

## Biografi

### Militär karriär i Sverige
Ruthven var ryttmästare när hans skotska truppenhet inträdde i svensk tjänst 1609. Han var 1614 kapten i Samuel Cobrons skotska regemente och utsågs 1616 till kvartermästare och kommendant i Pskov. Han befordrades 1617 till överstelöjtnant och placerades vid Herman Wrangels småländska regemente. Under 1620-talet var Ruthven regementschef för flera olika småländska regementen och 1629 för ett värvat skotskt regemente. Han befordrades 1632 till generalmajor och 1635 till generallöjtnant. 
Ruthven var en skicklig krigare och utmärkte sig flera gånger i Gustav II Adolfs krig, framför allt i slagen vid Mewe 1626, där han kraftigt bidrog till konungens seger, och den betydelsefulla segern under eget befäl över sachsarna vid Dömitz 1635, vilken tryggade övergången vid Elbe för Johan Banérs armé. Han spelade också en viktig roll som värvare av trupp från Skottland för den svenska kronans räkning. 

### Militär karriär i Storbritannien
Ruthven tog avsked ur svensk tjänst 27 juni 1637 och utsågs senare samma år till generalmönsterherre (muster master general) i Skottland. De skotska titlarna erhöll han 1639 (lord) och 1642 (earl). Det senare året utsågs han i mars till ledamot i Karl I:s krigsråd. I oktober 1642 befordrades han till fältmarskalk och utnämndes till överbefälhavare för rojalistarmén, en post som han tvingades lämna i november 1644, efter att ha sårats svårt i slaget vid Newbury. Han blev därefter kammarherre hos prinsen av Wales (sedermera Karl II). 1646 följde Ruthven prinsen i exil till Frankrike. Därifrån sändes han 1649 till Sverige, där han inhandlade vapen och ammunition till Montroses missyckade militärexpedition till Skottland 1650. Samma år återvände Ruthven till Skottland och stannade där, trots att parlamentet förklarade hans närvaro i landet som icke önskvärd. Parlamentet sålde samma år Ruthvens tidigare konfiskerade jordegendomar och han avled 2 februari 1651 i Dundee efter en kort tids sjukdom.

### Privatperson
Ruthven var enligt dåtida samstämmiga källor gravt alkoholiserad och kallades stundom "Rothwein" (Rödvin). Redan vid tiden för sin avgång som överbefälhavare 1644 uppges han ha uppvisat tydliga tecken på kroniska alkoholskador och det ska ha varit en bidragande orsak till att han ersattes av prins Rupert av Pfalz.